# Ahmed Nami
 (mai 2020).
Ahmed Nami Bey (en arabe : أحمد نامي) né en 1873 et mort le 13 décembre 1962,, d'origine circassienne, est un damad de l'Empire ottoman et le deuxième président de l'État de Syrie sous mandat français de 1926 à 1928. 

## Biographie
Ahmed Nami Bey est né 1873 à Beyrouth dans une famille aisée liée à la dynastie ottomane et famille d'origine circassienne ; son père Fakhri Bey est gouverneur de Beyrouth à l'époque ottomane. 
En 1909, sa famille est contrainte à l'exil en France lorsque son beau-père, le Sultan, est renversé de son trône par les Jeunes Turcs. Il étudie à l'Académie militaire ottomane et reçoit une formation militaire à Paris.
Il est surnommé « Damad », titre qu'il obtient en épousant en 1910 la princesse Ayichê, en devenant ainsi gendre du sultan Abd al-Hamid II.  
Nami retourne à Beyrouth en 1918 où il se charge d'administrer les entreprises familiales. Il est souvent cité comme « Prince », bien que ce titre de noblesse lui est contesté.   

### Parcours politique
Ahmed Nami Bey est nommé chef de l’État syrien par le Haut commissaire de France au Levant Henri de Jouvenel le 26 avril 1926,, présidence qu'il tiendra jusqu'en février 1928.
Durant cette période, il a formé trois gouvernements qui ont exprimé des revendications nationalistes, œuvrant pour l'unité du pays syrien et promulguant une constitution, ainsi qu'une amnistie générale pour tous ceux qui sont impliqués dans la violente révolution syrienne de 1925. 
Le premier gouvernement est formé le 1er mai 1926, composé notamment des ministres comme Farès al-Khoury, Housni al-Barazi et Lotfi al-Haffar. Mais, des divergences de vues ne tardent pas à se manifester au sein des ministères, et le gouvernement est dissous le 12 juin 1926. Ahmed Nami prend un arrêté le 13 juin suivant pour interner ces trois ministres contestataires, avec l'accord de l'autorité du Haut Commissaire du Levant. 
En mars 1928, Ahmed Nami, ami dévoué et sûr de la France, est obligé de se démettre, remplacé le jour même par le Cheik Tajel Din.

### Franc-maçonnerie
Il a été initié en 1906 à la loge maçonnique Le Liban à Kousba (Nord Liban) sous l'égide de la Grande Loge nationale d'Égypte, puis à la "loge Beyrouth".
En 1932, le Grand Orient d'Égypte fonde la Grande Loge provinciale pour la Syrie et le Liban. Ahmad Nami Bey sera son grand maître.
Le 30 juin 1934, Ahmad Nami Bey sera consacré membre d'honneur du Grand Orient du Liban et en 1947 membre d'honneur du Grand Orient de France,.